# Avril Haines
Avril Danica Haines (1969. augusztus 27. –) amerikai jogász, aki Joe Biden elnöksége alatt a Nemzeti Hírszerzés elnöke (többek között munkája a Hírszerző Közösség irányítása). Obama elnöksége alatt helyettes nemzetbiztonsági tanácsadó volt és a Központi Hírszerző Ügynökség (CIA) alelnöke volt, az első nő ebben a pozícióban.

## Karrier

### Obama-kormány
2010-ben kinevezték a Fehér Ház tanácsadói közé, mint az elnök helyettes asszisztense és, mint a Fehér Ház helyettes nemzetbiztonsági tanácsadója.
2013. április 18-án Obama jelölte Hainest, mint külügyminisztériumi tanácsadó, amely pozíciót Harold Hongju Koh hagyott ott, hogy a Yale Egyetemen taníthasson. 2013. június 13-án Obama visszavonta a jelölést és a Központi Hírszerző Ügynökség (CIA) alelnökének nevezte ki. Haines 2013. augusztus 9-én lépett hivatalba. Haines volt az első nő, aki ezt a pozíciót betöltötte.

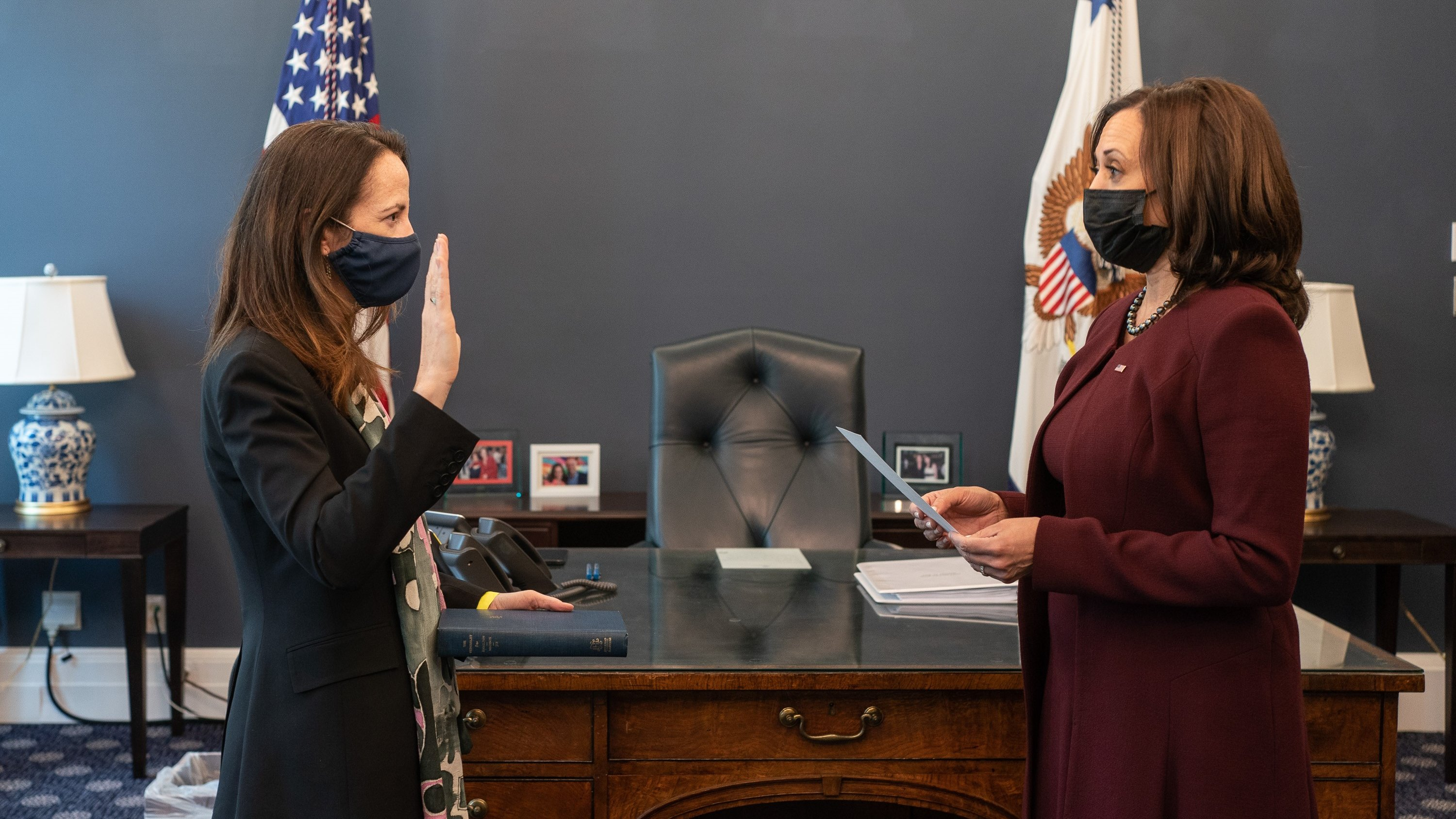
Kamala Harris alelnök beiktatja Hainest.

### Biden-kormány
Joe Biden 2020. november 23-án jelölte Hainest, mint a Nemzeti Hírszerzés elnöke.
Mikor kérdezték a Capitolium 2021. január 6-i ostromáról, azt válaszolta, hogy főleg az FBI felelőssége, hogy kivizsgálják a belföldi veszélyeket, nem a Hírszerző Közösségé. Ennek ellenére azt mondta, hogy együttműködne az FBI-jal és a Belbiztonsági Minisztériummal, hogy a QAnon veszélyességét megítélje.
2021. január 20-án a Szenátus elfogadta Haines jelölését 84-10 arányban. Másnap iktatta be Kamala Harris alelnök.